# Кубок північноірландської ліги з футболу 2009—2010
Кубок північноірландської ліги 2009–2010 (англ. Co-operative Insurance Cup) — 24-й розіграш Кубка північноірландської ліги. У кубку взяли участь клуби Прем'єр-ліги та 1-го Чемпіоншипу Футбольної ліги Північної Ірландії. Перемогу в кубку всьоме в історії здобув Гленторан.

## Календар
| Раунд        | Дата                        | Матчі | Клуби   |
| ------------ | --------------------------- | ----- | ------- |
| Перший раунд | 28 серпня - 22 вересня 2009 | 12    | 26 → 20 |
| Другий раунд | 26 вересня - 7 жовтня 2009  | 8     | 20 → 16 |
| 1/8 фіналу   | 31 жовтня - 1 грудня 2009   | 16    | 16 → 8  |
| 1/4 фіналу   | 5/15 грудня 2009            | 8     | 8 → 4   |
| 1/2 фіналу   | 2-3 лютого 2010             | 2     | 4 → 2   |
| Фінал        | 27 березня 2010             | 1     | 2 → 1   |

## Перший раунд
| Команда 1                 | Заг. | Команда 2                  | 1-й матч | 2-й матч |
| ------------------------- | ---- | -------------------------- | -------- | -------- |
| 28 серпня/22 вересня 2009 |      |                            |          |          |
| Балліклейр Комрадс (2)    | 3:5  | Каррік Рейнджерс (2)       | 2:3      | 1:2      |
| 29 серпня/7 вересня 2009  |      |                            |          |          |
| Баллімоні Юнайтед (2)     | 0:1  | Ларн (2)                   | 0:0      | 0:1      |
| Бангор (2)                | 2:3  | Баллінамаллард Юнайтед (2) | 1:0      | 1:3      |
| Коа Юнайтед (2)           | 4:7  | Ардс (2)                   | 2:4      | 2:3      |
| Доунгал Селтік (2)        | 4:2  | Лофгол (2)                 | 2:1      | 2:1      |
| 1/7 вересня 2009          |      |                            |          |          |
| Лімаваді Юнайтед (2)      | 5:1  | Гліб Рейнджерс (2)         | 2:0      | 3:1      |

## Другий раунд
| Команда 1                | Заг.    | Команда 2                  | 1-й матч | 2-й матч |
| ------------------------ | ------- | -------------------------- | -------- | -------- |
| 26 вересня/6 жовтня 2009 |         |                            |          |          |
| Ардс (2)                 | 2:2 (ч) | Баллінамаллард Юнайтед (2) | 1:2      | 1:0      |
| Бенбрідж Таун (2)        | 0:8     | Ларн (2)                   | 0:5      | 0:3      |
| Каррік Рейнджерс (2)     | 2:7     | Лімаваді Юнайтед (2)       | 0:1      | 2:6      |
| 26 вересня/7 жовтня 2009 |         |                            |          |          |
| Армаг Сіті (2)           | 0:6     | Доунгал Селтік (2)         | 0:3      | 0:3      |

## 1/8 фіналу
| Команда 1                   | Заг.         | Команда 2            | 1-й матч | 2-й матч |
| --------------------------- | ------------ | -------------------- | -------- | -------- |
| 31 жовтня/10 листопада 2009 |              |                      |          |          |
| Доунгал Селтік (2)          | 1:3          | Кліфтонвілль         | 0:1      | 1:2      |
| Данганнон Свіфтс            | 8:4          | Ларн (2)             | 3:1      | 5:3      |
| Гленторан                   | 6:5          | Гленавон             | 3:3      | 3:2      |
| Інститут                    | 4:2          | Балліміна Юнайтед    | 2:1      | 2:1      |
| Ньюрі Сіті                  | 2:2 (ч)      | Лінфілд              | 2:2      | 0:0      |
| Портадаун                   | 6:4          | Крузейдерс           | 2:1      | 4:3      |
| 10 листопада/1 грудня 2009  |              |                      |          |          |
| Баллінамаллард Юнайтед (2)  | 1:0          | Лімаваді Юнайтед (2) | 0:0      | 1:0      |
| Лісберн Дістіллері          | 1:1 пен. 4:5 | Колрейн              | 1:0      | 0:1      |

## 1/4 фіналу
| Команда 1                  | Заг.    | Команда 2 | 1-й матч | 2-й матч |
| -------------------------- | ------- | --------- | -------- | -------- |
| 5/15 грудня 2009           |         |           |          |          |
| Данганнон Свіфтс           | 7:2     | Інститут  | 6:2      | 1:0      |
| Гленторан                  | 2:2 (ч) | Лінфілд   | 0:1      | 2:1      |
| Баллінамаллард Юнайтед (2) | 3:6     | Портадаун | 0:5      | 3:1      |
| Кліфтонвілль               | 3:4     | Колрейн   | 2:3      | 1:1      |

## 1/2 фіналу
| Команда 1     | Рахунок | Команда 2        |
| ------------- | ------- | ---------------- |
| 2 лютого 2010 |         |                  |
| Гленторан     | 1:0     | Портадаун        |
| 3 лютого 2010 |         |                  |
| Колрейн       | 2:0     | Данганнон Свіфтс |

## Фінал
| 27 березня 2010 |

| Колрейн               | 2:2      | Гленторан            |
| --------------------- | -------- | -------------------- |
| Бойс 7' Паттерсон 32' | Протокол | Мартін 6' Ніксон 45' |

| Віндзор Парк, Белфаст Арбітр: Марк Кортні |

|                         |     | Пенальті                           |  |
| Каннінг · Маквей · Бойс | 1:4 | Хемілтон · Ніл · Фордайс · Берроуз |  |